# Rafael Fingerlos

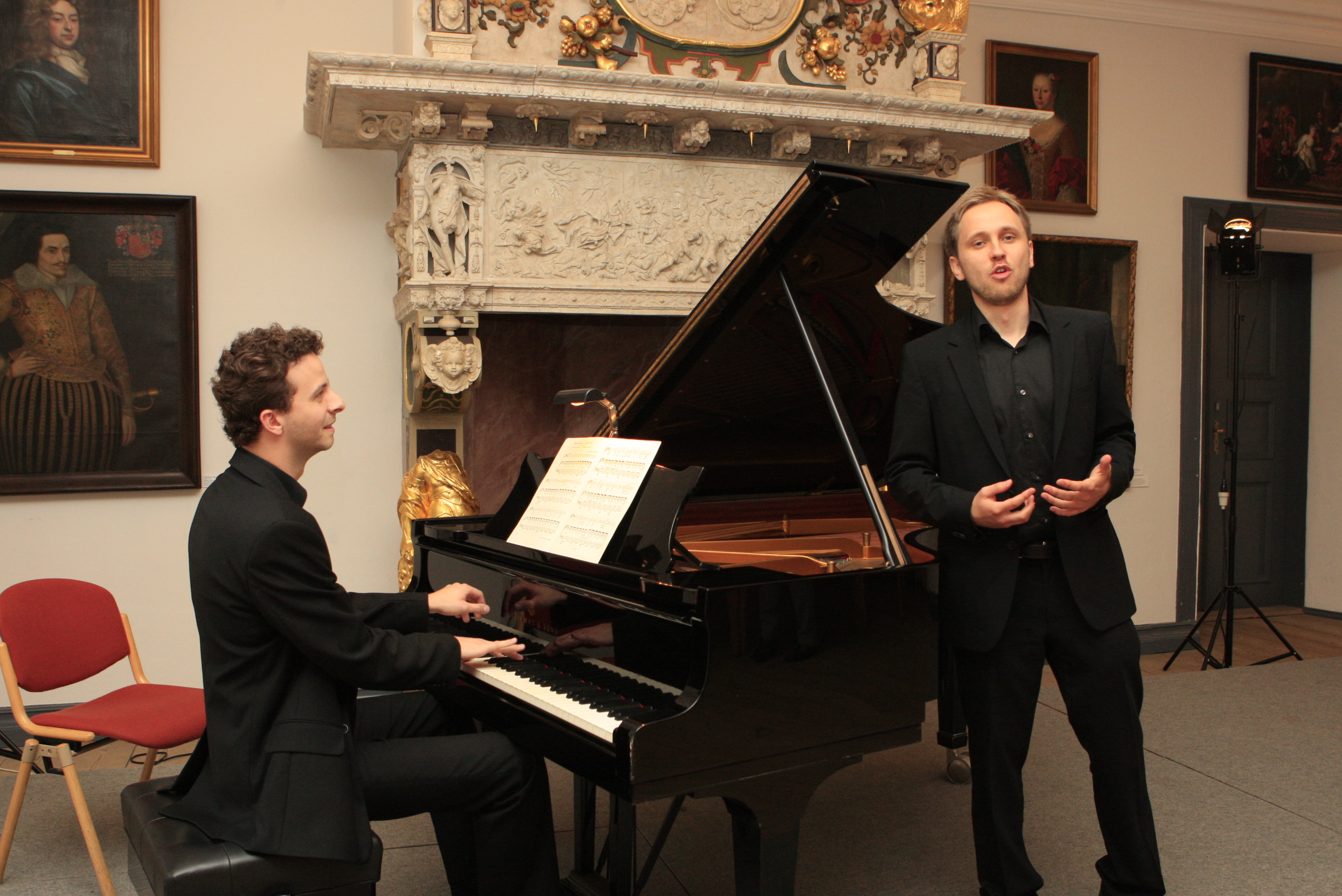
Lech Napierala und Rafael Fingerlos im Schloss vor Husum (2011)

Rafael Fingerlos  (* 31. August 1986 in Tamsweg, Land Salzburg, Österreich) ist ein österreichischer, international tätiger Opernsänger (Bariton) und Konzertsänger.

## Leben
Fingerlos stammt aus Mariapfarr (Bezirk Tamsweg (Lungau)) im Land Salzburg und lebt aktuell (Stand: 2023) in Wien.

### Wettbewerbe und Preise
Als junger Bariton errang er bereits etliche Auszeichnungen. So ist er mehrfacher Preisträger von „Prima la musica“, Preisträger des Fidelio-Wettbewerbs 2012,  Gewinner des im Wiener Konzerthaus veranstalteten „Musica Juventutis“-Wettbewerbs 2013. Ebenfalls im Jahr 2013 gewann er den Brahms-Wettbewerb und erhielt er beim 2. Internationalen Franz-Schubert-Liedwettbewerb in Steyr den ersten Jury-Preis und den Publikumspreis.

### Engagements in Opernhäusern
Als Teilnehmer des Young Singers Project sang Rafael Fingerlos bei den Salzburger Festspielen 2015 den Figaro in Der Barbier von Sevilla für Kinder. Im Sommer 2016 kehrte er als Pablo in der Uraufführung von Thomas Adès’ The Exterminating Angel zu den Salzburger Festspielen zurück. Im Februar 2016 debütierte er an der Semperoper Dresden als Papageno und im Herbst 2016 tourte er als Harlekin in Ariadne auf Naxos mit der Nationale Reisopera durch die Niederlande. 2016 debütierte er als Harlekin im Rahmen eines Tokyo Gastspiels für die Wiener Staatsoper, an welcher er bis 2020 war er festes Ensemblemitglied war. Sein Hausdebüt in Wien feierte er als Dr. Falke in Die Fledermaus. Weitere Debüts folgten im Sommer 2017 bei den Bregenzer Festspielen als Morales in Carmen und 2018 als Captain Handy in den Soldaten am Teatro Real in Madrid. Auch 2017/18 gastierte er regelmäßig an der Semperoper Dresden, erstmals auch als Figaro in Rossinis Il barbiere di Siviglia, wo er 2018 in der Neuproduktion von Ariadne auf Naxos unter der Leitung von Christian Thielemann den Harlekin sang.
In seinem Stammhaus, der Wiener Staatsoper war er von 2016 bis 2020 unter anderem mehrfach als Papageno, Dr. Falke, Figaro (l barbiere di Siviglia), Belcore in L’Elisir d’amore oder Harlekin zu erleben. In der von Irina Brook inszenierten und von Simone Young geleiteten “Midsummernight’s Dream” - Premiere im Oktober 2019 sang er den Demetrius.
2022 feierte Rafael Fingerlos ein Debüt als Harlekin am Teatro alla Scala in Mailand und war in der Titelpartie als Faust in Robert Schumanns Faust-Szenen unter Philippe Herreweghe an der Vlaanderen Opera zu hören. An der Malmö Opera war er zudem in einer Co-Produktion mit dem Glyndebourne-Festival als Figaro (ll Barbiere di Siviglia) zu erleben.
Eine künstlerische Zusammenarbeit verbindet ihn mit Dirigenten und Dirigentinnen wie Christian Thielemann, Phillipe Herreweghe, Ivor Bolton, Franz Welser-Möst, Simone Young, Peter Schneider, Jesús López Cobos, Michael Boder, Evelino Pidò, Thomas Adès, Adam Fischer, Marek Janowski, Jonathan Darlington, Hartmut Haenchen, Antonino Fogliani, Kristiina Poska oder Andreas Spering und Regisseurinnen und Regisseuren wie Calixto Bieito, Irina Brook, David Hermann, Julian Rosefeldtq, Vincent Huguet, Kaspar Holten oder Barbora Horáková.

### Konzerte
Das Lied und der Konzertbereich nehmen in seiner künstlerischen Tätigkeit eine zentrale Stelle ein. So war Rafael Fingerlos unter anderem als Konzertsolist in der Bunka Kaikan in Tokyo, der Elbphilharmonie Hamburg, der Meistersingerhalle in Nürnberg, in der Tonhalle Düsseldorf, im Musikverein Wien, im Wiener Konzerthaus, in Grafenegg, im Tivoli Utrecht, im Elisabethzaal Antwerpen, in der Philharmonie Luxembourg, im Radiokulturhaus Wien, im Großen Festspielhaus Salzburg.
Darüber hinaus war er als Solist bei internationalen Festivals wie der Mozartwoche Salzburg (Eröffnungskonzert 2023), dem Schleswig-Holstein Musikfestival, dem Lucerne Festival, dem Kammermusikfestival Utrecht, dem Hongkong Arts Festival, dem Berlioz Festival, dem Schumannfest in Düsseldorf, dem Musikfestival Bremen, dem Trancoso Festival in Brasilien oder dem Fajr Festival in Teheran zu Gast.
Liederabende gab er u. a. in London, Mailand, Florenz, an der Oper von Nizza, der Oper Köln, dem Nationaltheater Zagreb, im Mozarteum Salzburg, im Musikverein und Konzerthaus in Wien, bei den Musiktagen Mondsee, bei den BR Klassik Studiokonzerten, bei der Schubertiade in Vorarlberg, bei den Musikfestivals Znojmo und Kutna Hora in Tschechien, beim Schleswig-Holstein Musik Festival, Lucerne Festival, dem Kammermusikfestival Utrecht, der Tonhalle Düsseldorf oder in der Meistersingerhalle Nürnberg.
Mit Sascha El Mouissi verbindet Rafael Fingerlos eine feste Liedpartnerschaft.

### Einspielungen
Bei Harmonia Mundi erschienen Bachkantaten mit Rafael Fingerlos (die 2017 einen Echo Klassik gewannen), bei Toccataclassics eine Lied-CD mit Welturaufführungen von Robert Fürstenthal, bei Oehms Classics eine erste Lied-CD mit dem Titel Stille und Nacht, die 2018 mit dem Ö1-Pasticciopreis ausgezeichnet wurde. 2020 erschien die Lied-CD „Fremde Heimat“ als Co-Produktion mit BR-Klassik und dem Label Oehms Classics.
Besondere Beachtung fanden 2021 eine cpo-Einspielung von Max Bruchs Liedschaffen sowie ein erstes, von der Kritik gelobtes Orchester-Solo-Album mit Arien von Wolfgang Amadeus Mozart (Leopold Hager, Mozarteumorchester Salzburg/SoloMusica).

### Fernsehen und Radio
Im Pausenfilm der Neujahrskonzertes der Wiener Philharmoniker 2019 war Rafael Fingerlos weltweit als Papageno zu erleben. 2023 wurde das Eröffnungskonzert der Mozartwoche 2023 in mehreren Ländern übertragen und das Künstlerporträt „Mein Mozart, mein Salzburg“ über Rafael Fingerlos (Regie: Hannes Schalle) feierte seine Fernsehpremiere im Februar 2023.
2022 wurden das von Rafael Fingerlos konzipierte Programm „FRANZ - Schubert und die Volksmusik“, aufgezeichnet in der Kaiservilla Bad Ischl, erstmals auf ORF III gezeigt, aufgrund des großen Erfolgs wurde Rafael Fingerlos mit der künstlerischen Gestaltung ORF III Christagskonzerts (ebenfalls live in der Kaiservilla Bad Ischl aufgezeichnet) betraut, welches am 25. Dezember 2022 seine TV-Premiere. Im Juni 2023 folgte mit „JOHANNES Brahms und die Volksmusik“ eine weitere, erfolgreiche Übertragung eines von Rafael Fingerlos konzipierten Projektes.
2020 und 2021 war Rafael Fingerlos in BR KLASSIK Studiokonzerten zu hören, wichtige gesendete Ö1-Radioübertragungen umfassen unter anderem das Programm Stille und Nacht, einen Liederabend aus dem Brahmssaal des Wiener Musikvereins, Aufzeichnungen der Mozartwoche Salzburg, sowie Liveaufzeichnungen der Liedzyklen „Die schöne Magelone“ und „Die schöne Müllerin“.

## Belege
1. ↑  12. Dezember 2015, Operngala „in memoriam Götz Friedrich 1930–2000“ – Es singen die Stipendiaten der siaa foundation. (Memento vom 24. März 2016 im Internet Archive)
2. ↑  Rafael Fingerlos, Bariton. Interview des ORF/Ö1, 13. Dezember 2013. Die gelegentliche Angabe Mariapfarrs als Geburtsort dürfte eine ungenaue Bezugnahme auf den Umstand sein, dass Fingerlos aus Mariapfarr (wo er aufgewachsen ist) stammt; so auf der Website der Salzburger Festspiele in der deutschen Fassung „aufgewachsen“, in der englischen Fassung „born“.
3. ↑  Rafael Fingerlos auf der Website der Wiener Staatsoper, abgerufen am 19. August 2018.

| Personendaten    | Personendaten                          |
| ---------------- | -------------------------------------- |
| NAME             | Fingerlos, Rafael                      |
| KURZBESCHREIBUNG | österreichischer Opernsänger (Bariton) |
| GEBURTSDATUM     | 31. August 1986                        |
| GEBURTSORT       | Tamsweg, Land Salzburg, Österreich     |